# Naissance en 1202
Naissance
- 1198
- 1199
- 1200
- 1201
- 1202
- 1203
- 1204
- 1205
- 1206

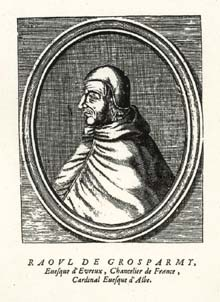
Raoul de Grosparmy, né en 1202.

Cette page dresse une liste de personnalités nées au cours de l'année 1202 :
- juillet : Boniface II de Montferrat, surnommé le géant, marquis de Montferrat et roi (titulaire) de Thessalonique.

- Aliénor de Castille, infante du royaume de Castille et première épouse de Jacques Ier d'Aragon.
- Raoul de Grosparmy, évêque d'Évreux, cardinal-évêque d' Albano.
- Guillaume de Saint-Amour, maître en sacra pagina  et, vers 1250-1252, régent de la faculté de théologie de l'université de Paris.
- Henri II de Sayn, comte de Sayn.
- Sōshō, moine bouddhique japonais de l’école Kegon.

date incertaine (vers 1202)
- Marguerite de Constantinople, ou Marguerite II de Flandre ou Marguerite de Hainaut, dite la Noire, comtesse de Flandre, de Hainaut et Beaumont (Hainaut).
- Mathilde de Dammartin, ou Mahaut de Dammartin, comtesse de Dammartin, de Boulogne sous le nom de Mathilde II et d'Aumale et comtesse de Mortain.
- Qin Jiushao, mathématicien chinois.

## Crédit d'auteurs
- Cet article est partiellement ou en totalité issu de l'article intitulé « 1202 » (voir la liste des auteurs).